# Navsari
Navsari (von persisch نوسارى, DMG Nau-Sārī, ‚Neu-Sari‘) ist eine Stadt im indischen Bundesstaat Gujarat. Sie befindet sich im Süden des Bundesstaates und liegt ca. 30 km von der Millionenstadt Surat entfernt.
Die Stadt ist Hauptort des Distrikt Navsari. Navsari hat den Status einer Municipality und ist in 17 Wards (Wahlkreise) gegliedert.

## Geschichte
Zwei Familien von zoroastrischen Parsi-Priestern ließen sich im frühen 13. Jahrhundert in Navsari nieder und die Stadt entwickelte sich bald zum wichtigsten Zentrum des Parsi-Priestertums und ihrer Religion. Neue Parsi-Gemeinden siedelten sich dann hier an, da es bereits eine vorhandene Gemeinde von Priestern gab. Surat ersetzte Navsari als Hauptsiedlung der Parsi im 18. Jahrhundert, nachdem es sich zu einem wichtigen Handelszentrum für die europäische Händler entwickelt hatte und die Maratha in Navsari einmarschierten. Surat selbst verlor diese Position in den späteren Jahren an Bombay (heutiges Mumbai).

## Demografie
Die Einwohnerzahl der Stadt liegt laut der Volkszählung von 2011 bei 160.941 und die der Metropolregion bei 282.791. Navsari hat ein Geschlechterverhältnis von 930 Frauen pro 1000 Männer und damit einen für Indien üblichen Männerüberschuss. Die Alphabetisierungsrate lag bei 88,4 % im Jahr 2011. Knapp 80 % der Bevölkerung sind Hindus, ca. 12 % sind Muslime und ca. 8 % gehören einer anderen oder keiner Religion an. 10,2 % der Bevölkerung sind Kinder unter 6 Jahren.

## Infrastruktur
Die Stadt ist durch einen Bahnhof mit dem Rest Indiens verbunden und bildet ein wichtiges Drehkreuz an der Strecke von Delhi nach Mumbai.

## Söhne und Töchter der Stadt
- Dadabhai Naoroji (1825–1917), Intellektueller und Politiker
- Jamshedji Tata (1839–1904), Unternehmer